# Fundúlids

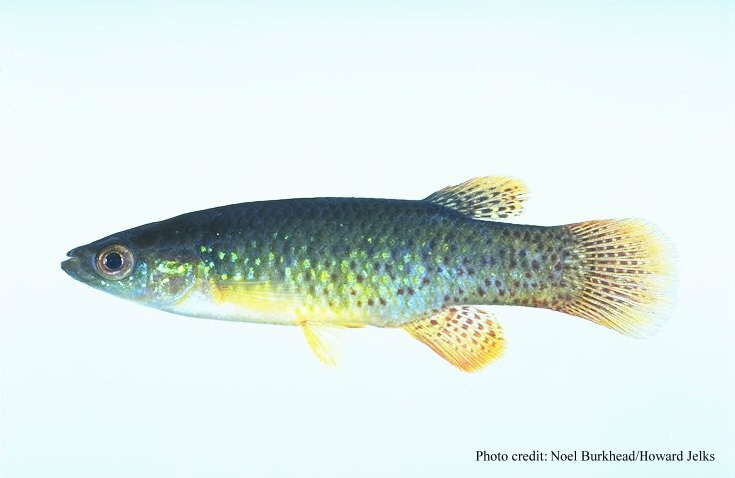
Fundulus chrysotus

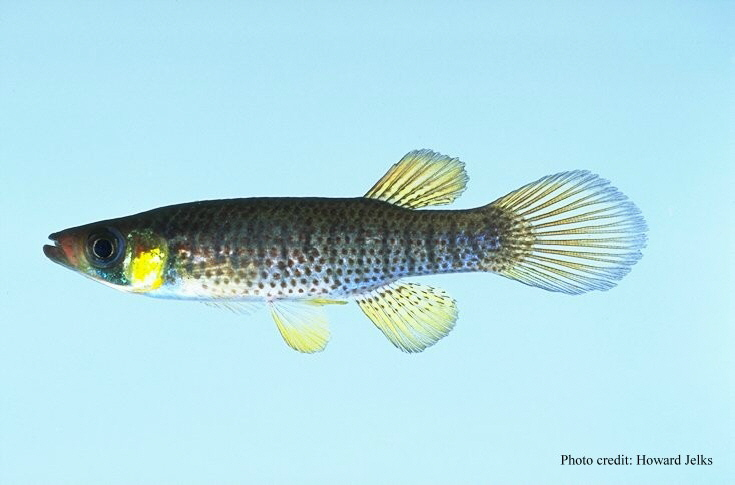
Fundulus escambiae

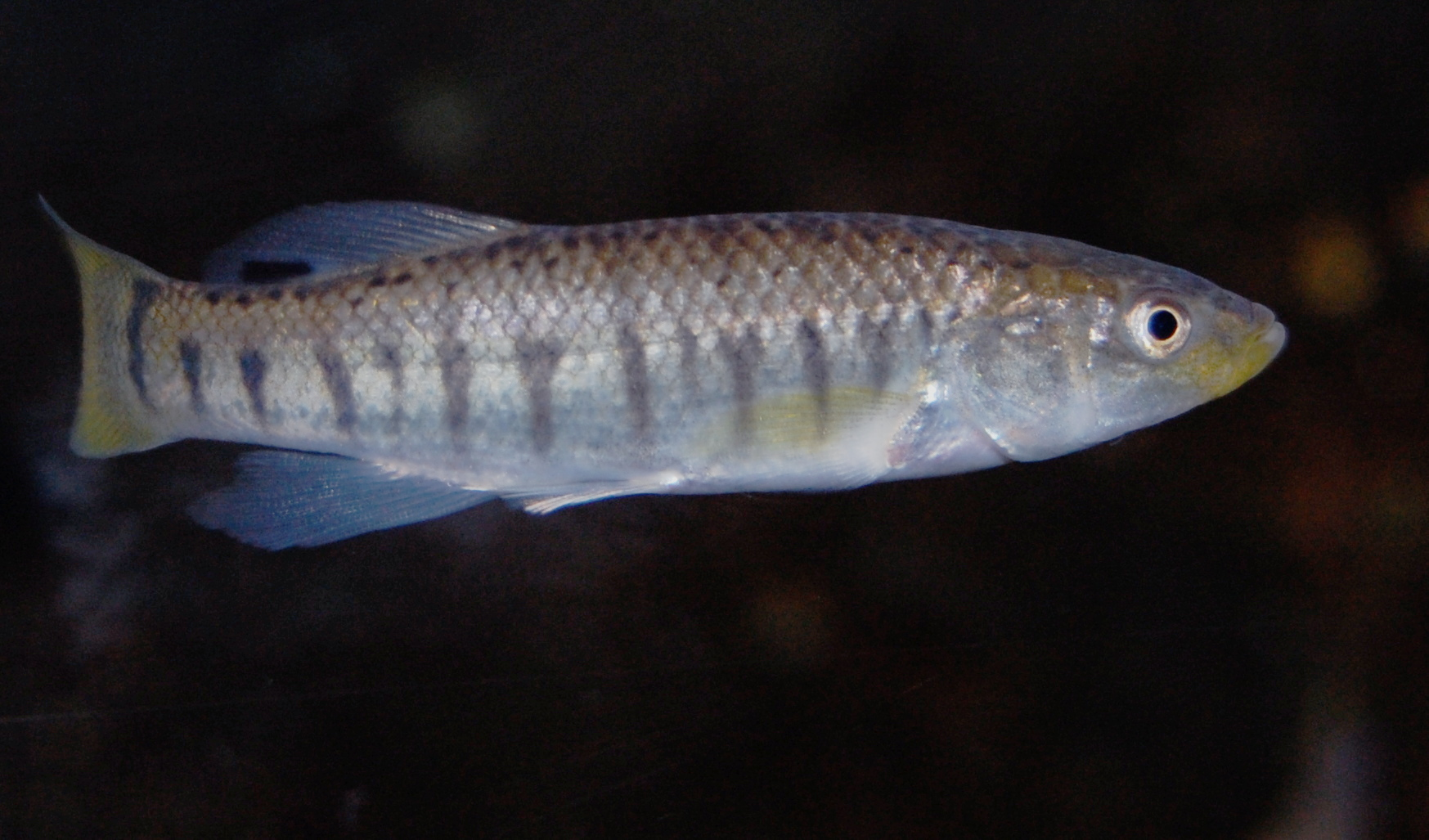
Mascle de Fundulus majalis

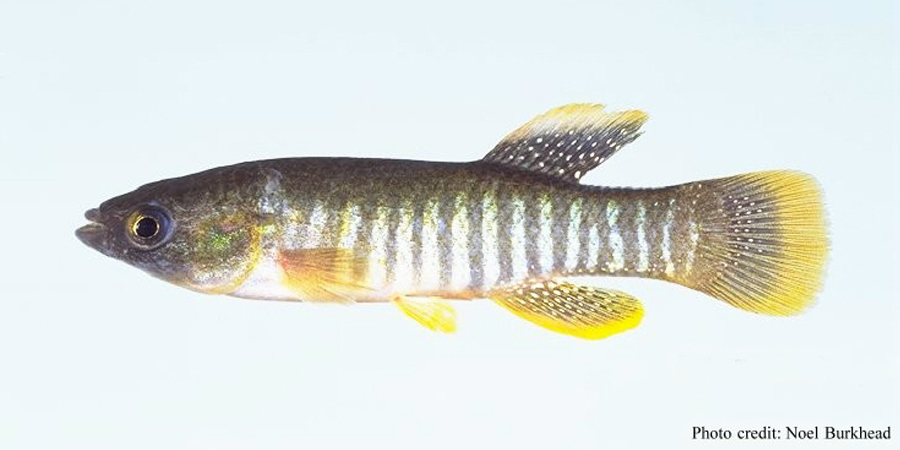
Fundulus grandis

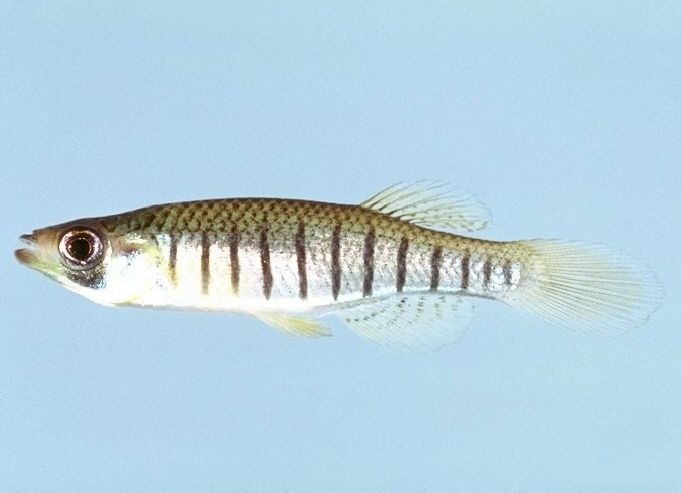
Fundulus lineolatus

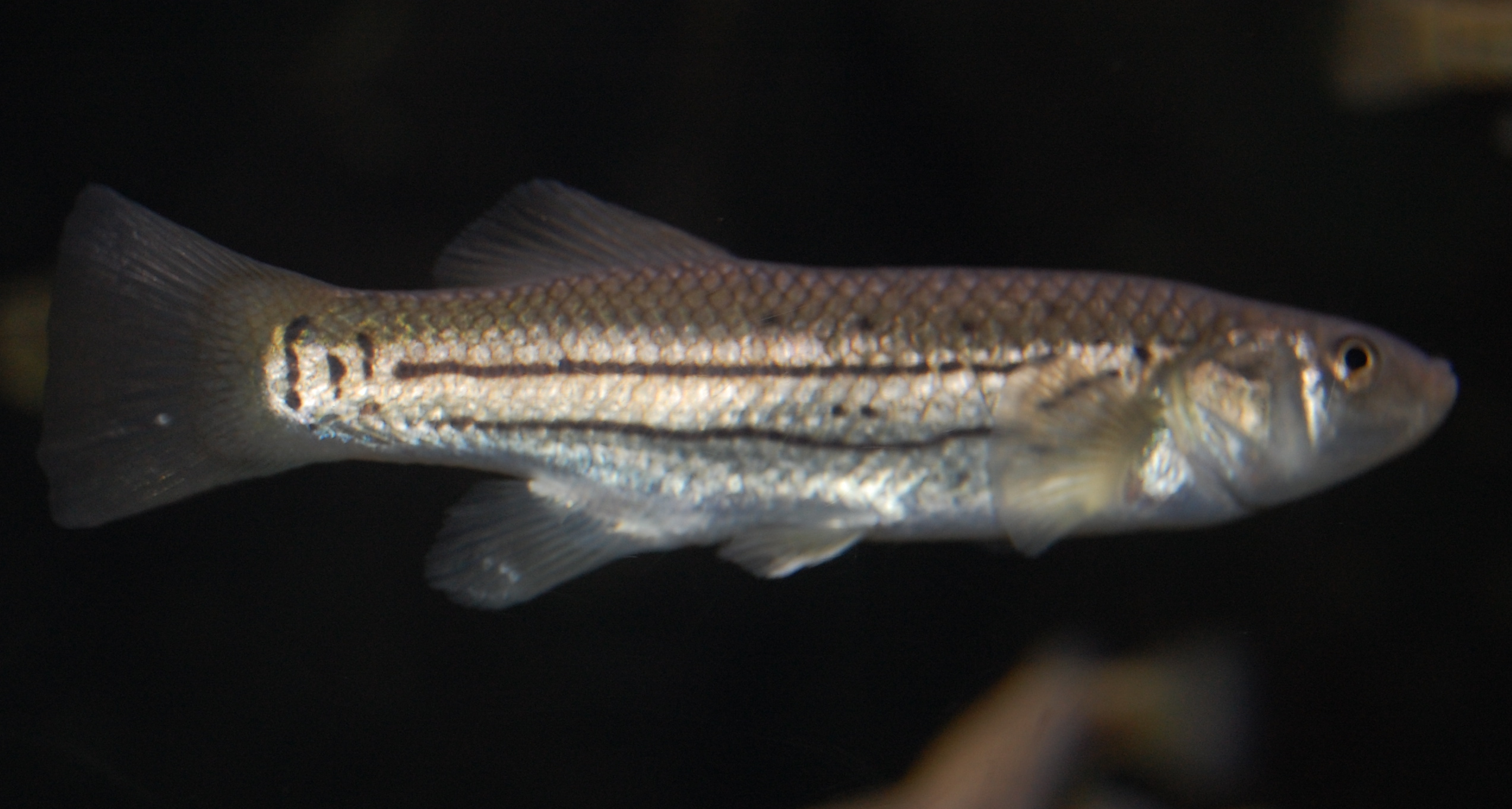
Femella de Fundulus majalis

Els fundúlids (Fundulidae) són una família de teleostis peixos de l'ordre dels ciprinodontiformes, propis de Nord-amèrica i del Carib.
La majoria de les espècies no ultrapassen pas els 10 cm de llargària total (només Fundulus grandissimus i Fundulus catenatus poden assolir els 20 cm de llargada).
Segons l'espècie, poden ésser d'aigua dolça o d'aigua de mar.
Es troben a Nord-amèrica (des del sud-est del Canadà fins al Yucatán), Bermuda i Cuba.

## Gèneresiespècies
- Gènere Adinia
  - Adinia xenica (Jordan & Gilbert, 1882).
- Gènere Fundulus
  - Fundulus albolineatus (Gilbert, 1891).
  - Fundulus auroguttatus (Hay, 1885).
  - Fundulus bermudae (Günther, 1874).
  - Fundulus bifax (Cashner & Rogers, 1988).
  - Fundulus blairae (Wiley & Hall, 1975).
  - Fundulus catenatus (Storer, 1846).
  - Fundulus chrysotus (Günther, 1866).
  - Fundulus cingulatus (Valenciennes, 1846).
  - Fundulus confluentus (Goode i Bean, 1879).
  - Fundulus diaphanus (Lesueur, 1817).
    - Fundulus diaphanus menona (Jordan & Copeland, 1877).

  - Fundulus dispar (Agassiz, 1854).
  - Fundulus escambiae (Bollman, 1887).
  - Fundulus euryzonus (Suttkus & Cashner, 1981).
  - Fundulus grandis (Baird i Girard, 1853).
  - Fundulus grandissimus (Hubbs, 1936).
  - Fundulus heteroclitus (Linnaeus, 1766).
    - Fundulus heteroclitus macrolepidotus (Walbaum, 1792).

  - Fundulus jenkinsi (Evermann, 1892).
  - Fundulus julisia (Williams & Etnier, 1982).
  - Fundulus kansae (Garman, 1895).
  - Fundulus lima (Vaillant, 1894).
  - Fundulus lineolatus (Agassiz, 1854).
  - Fundulus luciae (Baird, 1855).
  - Fundulus majalis (Walbaum, 1792).
  - Fundulus notatus (Rafinesque, 1820).
  - Fundulus notti (Agassiz, 1854).
  - Fundulus olivaceus (Storer, 1845).
  - Fundulus parvipinnis (Girard, 1854).
  - Fundulus persimilis (Miller, 1955).
  - Fundulus pulvereus (Evermann, 1892).
  - Fundulus rathbuni (Jordan & Meek, 1889).
  - Fundulus relictus (Able & Felley, 1988).
  - Fundulus rubrifrons (Jordan, 1880).
  - Fundulus saguanus (Rivas, 1948).
  - Fundulus sciadicus (Cope, 1865).
  - Fundulus seminolis (Girard, 1859).
  - Fundulus similis (Baird i Girard, 1853).
  - Fundulus stellifer (Jordan, 1877).
  - Fundulus waccamensis (Hubbs & Raney, 1946).
  - Fundulus zebrinus (Jordan & Gilbert, 1883).
- Gènere Leptolucania
  - Leptolucania ommata (Jordan, 1884).
- Gènere Lucania
  - Lucania goodei (Jordan, 1880).
  - Lucania interioris (Hubbs & Miller, 1965).
  - Lucania parva (Baird i Girard, 1855)[6]